# Pedro Díaz (Architekt)
Pedro Moctezuma Díaz Infante (* 24. August 1923 in  San Luis Potosí; † 2. Oktober 2011 in Mexiko-Stadt) war ein mexikanischer Architekt.
Díaz studierte von 1939 bis 1943 an der Academia de San Carlos in Mexiko-Stadt die zur Universität von Mexiko gehörte, der ersten Schule für Architektur in Südamerika. Nach dem Studium waren seine ersten Bauten Wohnungs- und Industriegebäude. Der Regierungspalast in Baja California Sur, die School of Accounting and Management of the UNAM, das Gebäude der Partido Revolucionario Institucional (PRI), zahlreiche Gebäude für Petroleos Mexicanos (PEMEX) und das zentrale Krankenhaus in Azcapotzalco waren erste Ausrufezeichen seines Schaffens. 
Zusammen mit Jaime Ortiz Monasterio und Fernando Pineda baute er den internationalen Flughafen von Acapulco. Mit Enrique Garcia Formenti, Alberto Gonzalez Pozo und Jaime Menclares errichtete er das Konventioncenter der Stadt und leitete 1971 den Plan zur weiteren Stadtplanung von Acapulco.
Von 1979 bis 1982 baute er den Torre Ejecutiva Pemex, das zu jener Zeit höchste Gebäude Mexicos. In den 1990er Jahren half er bei der Restaurierung von dem Tempel von San Hipolito, dem Tempel von Regina Coelli und der Metropolitan Cathedral.

## Auszeichnungen
- 1995 National Award for Architecture